# Aragoa occidentalis
Aragoa occidentalis är en grobladsväxtart. Aragoa occidentalis ingår i släktet Aragoa och familjen grobladsväxter.

## Underarter
Arten delas in i följande underarter:
- A. o. occidentalis
- A. o. refracta